# Rafik Manukian
Rafik Manukian (orm. Ռաֆիկ Մանուկյան; ur. 2 marca 1991) – ormiański zapaśnik walczący w stylu klasycznym. Jedenasty na mistrzostwach Europy w 2016. Brązowy medalista wojskowych MŚ z 2017. Siódmy w Pucharze Świata w 2013; dziesiąty w 2014 i dwunasty w 2012. Mistrz świata juniorów w 2011 roku.